# Eussoia leptodonta
Eussoia leptodonta is een slakkensoort uit de familie van de Assimineidae. De wetenschappelijke naam van de soort is voor het eerst geldig gepubliceerd in 1881 door Nevill.